# Homevideo
Homevideo è un film televisivo del 2011.

## Produzione
Il film è stato prodotto da ARTE, NDR e BR in collaborazione con la casa di produzione teamworx. Le riprese hanno avuto luogo dal 22 settembre al 23 ottobre 2010 ad Amburgo e dintorni.

## Distribuzione
Il film è stato presentato in anteprima al Filmfest München il 27 giugno 2011.
Homevideo è andato in onda per la prima volta in televisione il 19 agosto 2011 su ARTE.

### Home video
Nel 2012 fu pubblicato il DVD-Video in lingua tedesca, con sottotitoli in varie lingue.

## Riconoscimenti
- 2011 - Baden-Baden TV Film Festival[3]
  - 3Sat Audience Award
  - Filmhochschule Ludwigsburg Student Jury Award
  - Cinematography Award
  - Student Jury Award
  - Best Cinematography
  - Teleplay Award
- 2011 - German Camera Award
  - German Camera Award
- 2011 - Deutscher Fernsehpreis[4][5]
  - Miglior film televisivo
  - Promotional Award a Jonas Nay
- 2011 - Munich Film Festival
  - Nomination Miglior film
- 2012 - Grimme Award
  - Outstanding Individual Achievement a Benedict Neuenfels
  - Fiction
- 2012 - Günter Strack TV Award
  - Miglior giovane attore a Jonas Nay
- 2012 - New Faces Awards
  - Miglior attore a Jonas Nay
- 2012 - New York Festivals
  - Miglior film
- 2012 - Rose d'Or Light Entertainment Festival[6]
  - Miglior film drammatico
- 2012 - Seoul International Drama Awards[7]
  - Individual Award al Miglior attore a Jonas Nay
  - Program Award al Miglior film televisivo
- 2012 - Shanghai International TV Festival[8]
  - Miglior film televisivo
- 2012 - WorldFest Houston
  - Platinum Remi Award